# Malajzia a 2012. évi nyári olimpiai játékokon
Malajzia a nagy-britanniai Londonban megrendezett 2012. évi nyári olimpiai játékok egyik részt vevő nemzete volt. Az országot az olimpián 9 sportágban 30 sportoló képviselte, akik összesen 2 érmet szereztek.

## Érmesek
| Érem  | Versenyző        | Sportág     | Versenyszám            |
| ----- | ---------------- | ----------- | ---------------------- |
| Ezüst | Lee Chong Wei    | Tollaslabda | Férfi egyes            |
| Bronz | Pandelela Rinong | Műugrás     | Női egyéni toronyugrás |

## Atlétika
| Versenyző   | Versenyszám | Selejtező | Selejtező | Döntő    | Döntő    |
| Versenyző   | Versenyszám | Eredmény  | Helyezés  | Eredmény | Helyezés |
| ----------- | ----------- | --------- | --------- | -------- | -------- |
| Lee Hup Wei | Magasugrás  | 216 cm    | 30.**     | kiesett  | kiesett  |

Női
| Versenyző             | Versenyszám | Előfutam | Előfutam | Előfutam | Elődöntő | Elődöntő | Elődöntő | Döntő   | Döntő    |
| Versenyző             | Versenyszám | Idő      | Hely.    | Össz.    | Idő      | Hely.    | Össz.    | Idő     | Helyezés |
| --------------------- | ----------- | -------- | -------- | -------- | -------- | -------- | -------- | ------- | -------- |
| Noraseela Mohd Khalid | 400 m gát   | 1:00,16  | 9.       | 40.      | kiesett  | kiesett  | kiesett  | kiesett | kiesett  |

** - két másik versenyzővel azonos eredményt ért el

## Íjászat
Férfi
| Versenyző                                             | Versenyszám | Selejtező | Selejtező | 64-es főtábla                           | 32-es főtábla             | Nyolcaddöntő                                                                        | Negyeddöntő                        | Elődöntő          | Döntő             | Helyezés |
| Versenyző                                             | Versenyszám | Pont      | Kiemelt   | Ellenfél Eredmény                       | Ellenfél Eredmény         | Ellenfél Eredmény                                                                   | Ellenfél Eredmény                  | Ellenfél Eredmény | Ellenfél Eredmény | Helyezés |
| ----------------------------------------------------- | ----------- | --------- | --------- | --------------------------------------- | ------------------------- | ----------------------------------------------------------------------------------- | ---------------------------------- | ----------------- | ----------------- | -------- |
| Mohamad Khairul Anuar                                 | Egyéni      | 669       | 20.       | Cheng Chu Sian (MAS) (45.) · 6–4        | Xing Yu (CHN) (13.) · 5–4 | Larry Godfrey (GBR) (4.) · 6–5                                                      | Furukava Takaharu (JPN) (5.) · 2–6 | kiesett           | kiesett           | 5.       |
| Kamaruddin Haziq                                      | Egyéni      | 654       | 48.       | Gyenyisz Ganykin (KAZ) (17.) · 4–6      | kiesett                   | kiesett                                                                             | kiesett                            | kiesett           | kiesett           | 33.      |
| Cheng Chu Sian                                        | Egyéni      | 658       | 45.       | Mohamad Khairul Anuar (MAS) (20.) · 4–6 | kiesett                   | kiesett                                                                             | kiesett                            | kiesett           | kiesett           | 33.      |
| Cheng Chu Sian Mohamad Khairul Anuar Kamaruddin Haziq | Csapat      | 1981      | 10.       |                                         |                           | Mexikó (MEX) · Juan René Serrano · Luis Eduardo Vélez · Luis Álvarez (4.) · 211–216 | kiesett                            | kiesett           | kiesett           | 9.       |

Női
| Versenyző             | Versenyszám | Selejtező | Selejtező | 64-es főtábla                             | 32-es főtábla     | Nyolcaddöntő      | Negyeddöntő       | Elődöntő          | Döntő             | Helyezés |
| Versenyző             | Versenyszám | Pont      | Kiemelt   | Ellenfél Eredmény                         | Ellenfél Eredmény | Ellenfél Eredmény | Ellenfél Eredmény | Ellenfél Eredmény | Ellenfél Eredmény | Helyezés |
| --------------------- | ----------- | --------- | --------- | ----------------------------------------- | ----------------- | ----------------- | ----------------- | ----------------- | ----------------- | -------- |
| Hashim Nurul Syafiqah | Egyéni      | 599       | 60.       | Lin Csia-en (Lin Jia-En) (TPE) (5.) · 2–6 | kiesett           | kiesett           | kiesett           | kiesett           | kiesett           | 33.      |

## Kerékpározás

### Országúti kerékpározás
Férfi
| Versenyző                    | Versenyszám   | Idő           | Helyezés      |
| ---------------------------- | ------------- | ------------- | ------------- |
| Muhamad Adiq Husainie Othman | Mezőnyverseny | nem ért célba | nem ért célba |
| Amir Rusli                   | Mezőnyverseny | nem ért célba | nem ért célba |

### Pálya-kerékpározás
Sprintversenyek
| Versenyző              | Versenyszám  | Selejtező | Selejtező | 1. forduló                | Vigaszág               | Vigaszág | 2. forduló                        | Vigaszág                                                   | Vigaszág | 9–12. helyért          | 9–12. helyért | Negyeddöntő                | 5–8. helyért                                                                      | 5–8. helyért | Elődöntő             | Döntő                | Helyezés |
| Versenyző              | Versenyszám  | Idő       | Hely.     | Ellenfél Győztes idő      | Ellenfelek Győztes idő | Hely.    | Ellenfél Győztes idő              | Ellenfelek Győztes idő                                     | Hely.    | Ellenfelek Győztes idő | Hely.         | Ellenfél Győztes idő       | Ellenfelek Győztes idő                                                            | Hely.        | Ellenfél Győztes idő | Ellenfél Győztes idő | Helyezés |
| ---------------------- | ------------ | --------- | --------- | ------------------------- | ---------------------- | -------- | --------------------------------- | ---------------------------------------------------------- | -------- | ---------------------- | ------------- | -------------------------- | --------------------------------------------------------------------------------- | ------------ | -------------------- | -------------------- | -------- |
| Mohd Azizulhasni Awang | Férfi egyéni | 10,226    | 11.       | Zhang Miao (CHN) · 10,473 |                        |          | Gyenyisz Dmitrijev (RUS) · 10,278 | Nakagava Szeiicsiró (JPN) · Hersony Canelón (VEN) · 10,456 | 1.       |                        |               | Jason Kenny (GBR) · 10,433 | Gyenyisz Dmitrijev (RUS) · Jimmy Watkins (USA) · Robert Förstemann (GER) · 10,340 | 4.           |                      |                      | 8.       |

Keirin
| Versenyző              | Versenyszám | 1. forduló | Vigaszág | 2. forduló | Döntő    | Helyezés |
| Versenyző              | Versenyszám | Helyezés   | Helyezés | Helyezés   | Helyezés | Helyezés |
| ---------------------- | ----------- | ---------- | -------- | ---------- | -------- | -------- |
| Mohd Azizulhasni Awang | Férfi       | 2.         |          | 2.         | 6.       | 6.       |
| Fatehah Mustapa        | Női         | 4.         | 5.       | kiesett    | kiesett  | 15.      |

## Műugrás
Férfi
| Versenyző               | Versenyszám        | Selejtező | Selejtező | Elődöntő | Elődöntő | Döntő   | Döntő    |
| Versenyző               | Versenyszám        | Pont      | Helyezés  | Pont     | Helyezés | Pont    | Helyezés |
| ----------------------- | ------------------ | --------- | --------- | -------- | -------- | ------- | -------- |
| Yeoh Ken Nee            | Egyéni műugrás     | 452,60    | 10.       | 441,65   | 12.      | 437,45  | 10.      |
| Qiang Huang             | Egyéni műugrás     | 433,85    | 19.       | kiesett  | kiesett  | kiesett | kiesett  |
| Bryan Lomas             | Egyéni toronyugrás | 434,95    | 19.       | kiesett  | kiesett  | kiesett | kiesett  |
| Qiang Huang Bryan Lomas | Szinkron műugrás   |           |           |          |          | 405,09  | 8.       |

Női
| Versenyző                         | Versenyszám          | Selejtező | Selejtező | Elődöntő | Elődöntő | Döntő   | Döntő    |
| Versenyző                         | Versenyszám          | Pont      | Helyezés  | Pont     | Helyezés | Pont    | Helyezés |
| --------------------------------- | -------------------- | --------- | --------- | -------- | -------- | ------- | -------- |
| Jun Hoong Cheong                  | Egyéni műugrás       | 272,45    | 20.       | kiesett  | kiesett  | kiesett | kiesett  |
| Yan Yee Ng                        | Egyéni műugrás       | 257,85    | 24.       | kiesett  | kiesett  | kiesett | kiesett  |
| Pandelela Rinong                  | Egyéni toronyugrás   | 349,00    | 2.        | 352,50   | 5.       | 359,20  |          |
| Traisy Vivien Tukiet              | Egyéni toronyugrás   | 285,00    | 22.       | kiesett  | kiesett  | kiesett | kiesett  |
| Jun Hoong Cheong Pandelela Rinong | Szinkron műugrás     |           |           |          |          | 283,50  | 8.       |
| Leong Mun Yee Pandelela Rinong    | Szinkron toronyugrás |           |           |          |          | 308,52  | 7.       |

## Sportlövészet
Női
| Versenyző              | Versenyszám | Selejtező | Selejtező | Döntő   | Döntő    |
| Versenyző              | Versenyszám | Pont      | Helyezés  | Pont    | Helyezés |
| ---------------------- | ----------- | --------- | --------- | ------- | -------- |
| Nur Suryani Mohd Taibi | Légpuska    | 392       | 34.       | kiesett | kiesett  |

## Tollaslabda
| Versenyző                    | Versenyszám  | Csoportkör | Csoportkör | Nyolcaddöntő                      | Negyeddöntő                                                     | Elődöntő                                        | Bronz- mérkőzés                                             | Döntő                               | Helyezés |
| Versenyző                    | Versenyszám  | Ellenfél Eredmény | Hely.      | Ellenfél Eredmény                 | Ellenfél Eredmény                                               | Ellenfél Eredmény                               | Ellenfél Eredmény                                           | Ellenfél Eredmény                   | Helyezés |
| ---------------------------- | ------------ | --- | ---------- | --------------------------------- | --------------------------------------------------------------- | ----------------------------------------------- | ----------------------------------------------------------- | ----------------------------------- | -------- |
| Lee Chong Wei                | Férfi egyes  | A csoport · Ville Lång (FIN) · 21–8, 14–21, 21–11 | 1.         | Simon Santoso (INA) · 21–12, 21–8 | Kasjap Párupalli (IND) · 21–19, 21–11                           | Chen Long (CHN) · 21–13, 21–14                  |                                                             | Lin Dan (CHN) · 21–15, 10–21, 19–21 |          |
| Koo Kien Keat Tan Boon Heong | Férfi páros  | D csoport · Japán (JPN) · Kavamae Naoki · Szató Sódzsi · 21–12, 21–14 · Egyesült Államok (USA) · Howard Bach · Tony Gunawan · 21–12, 21–14 · Dél-Korea (KOR) · Csong Dzseszong · I Jongde · 16–21, 11–21    | 2.         |                                   | Thaiföld (THA) · Bodin Isara · Maneepong Jongjit · 21–16, 21–18 | Kína (CHN) · Fu Haifeng · Cai Yun · 9–21, 19–21 | Dél-Korea (KOR) · Csong Dzseszong · I Jongde · 21–23, 10–21 |                                     | 4.       |
| Jing Yi Tee                  | Női egyes    | B csoport · Pe Jondzsu (KOR) · 21–16, 15–21, 12–21 · Agnese Allegrini (ITA) · 21–7, 21–14 | 2.         | kiesett                           | kiesett                                                         | kiesett                                         | kiesett                                                     | kiesett                             | 17.      |
| Peng Soon Chan Liu Ying Goh  | Vegyes páros | D csoport · Tajvan (TPE) · Chen Hung-ling · Cheng Wen-hsing · 12–21, 21–6, 15–21 · Kína (CHN) · Xu Chen · Ma Jin · 14–21, 8–21 · Thaiföld (THA) · Sudket Prapakamol · Saralee Thoungthongkam · 16–21, 15–21 | 4.         |                                   | kiesett                                                         | kiesett                                         | kiesett                                                     | kiesett                             | 13.      |

## Úszás
Női
| Versenyző    | Versenyszám      | Előfutam | Előfutam | Előfutam | Döntő     | Döntő    |
| Versenyző    | Versenyszám      | Idő      | Hely.    | Össz.    | Idő       | Helyezés |
| ------------ | ---------------- | -------- | -------- | -------- | --------- | -------- |
| Khoo Cai Lin | 800 m gyors      | 8:51,18  | 6.       | 30.      | kiesett   | kiesett  |
| Heidi Gan    | 10 km nyílt vízi |          |          |          | 2:00:45,0 | 16.      |

## Vitorlázás
Férfi
| Versenyző                | Versenyszám | Futam | Futam | Futam | Futam | Futam | Futam | Futam | Futam | Futam | Futam | Futam   | Pontszám | Helyezés |
| Versenyző                | Versenyszám | 1     | 2     | 3     | 4     | 5     | 6     | 7     | 8     | 9     | 10    | É       | Pontszám | Helyezés |
| ------------------------ | ----------- | ----- | ----- | ----- | ----- | ----- | ----- | ----- | ----- | ----- | ----- | ------- | -------- | -------- |
| Khairulnizam Mohd Afendy | Laser       | 42    | 47    | (48)  | 47    | 47    | 44    | 37    | 45    | 40    | 45    | kiesett | 394      | 47.      |

## Vívás
Férfi
| Versenyző    | Versenyszám  | Selejtező                 | 32-es főtábla              | Nyolcaddöntő      | Negyeddöntő       | Elődöntő          | Bronz- mérkőzés   | Döntő             | Helyezés |
| Versenyző    | Versenyszám  | Ellenfél Eredmény         | Ellenfél Eredmény          | Ellenfél Eredmény | Ellenfél Eredmény | Ellenfél Eredmény | Ellenfél Eredmény | Ellenfél Eredmény | Helyezés |
| ------------ | ------------ | ------------------------- | -------------------------- | ----------------- | ----------------- | ----------------- | ----------------- | ----------------- | -------- |
| Peng Kean Yu | Kard, egyéni | Mannad Zeid (EGY) · 15–12 | Szilágyi Áron (HUN) · 1–15 | kiesett           | kiesett           | kiesett           | kiesett           | kiesett           | 32.      |